# Régiment de Trasegnies cavalerie
Le régiment de Trasegnies cavalerie est un régiment de cavalerie du royaume de France créé en 1675.

## Création et différentes dénominations
- 1er février 1675 : création du régiment de Mélac cavalerie
- 18 mars 1690 : renommé régiment de Larrard cavalerie
- 1704 : renommé régiment de Saint-Germain-Beaupré cavalerie
- 17? : renommé régiment de Brion cavalerie
- 30 juin 1721 : renommé régiment de Sassenage cavalerie
- 28 septembre 1740 : renommé régiment de Maugiron cavalerie
- 1758 : renommé régiment de Trasegnies cavalerie
- 1er décembre 1761 : réformé par incorporation au régiment de Chartres cavalerie

## Équipement

### Étendards
4 étendards de « ſoye rouge, Soleil au milieu brodé, & frangez d’or ».

Étendards
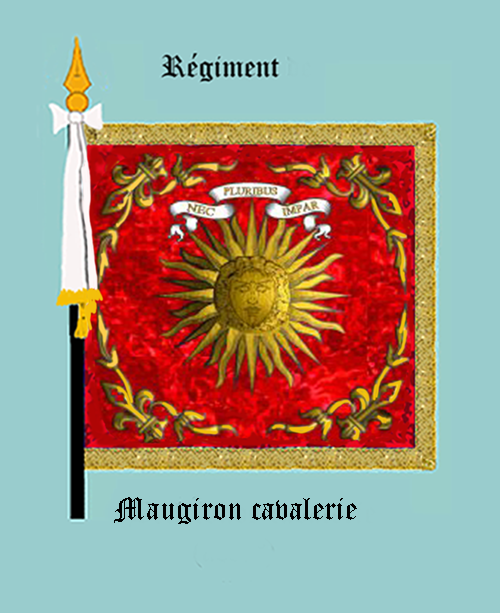
régiment de Maugiron cavalerie, avers

### Habillement

Uniforme
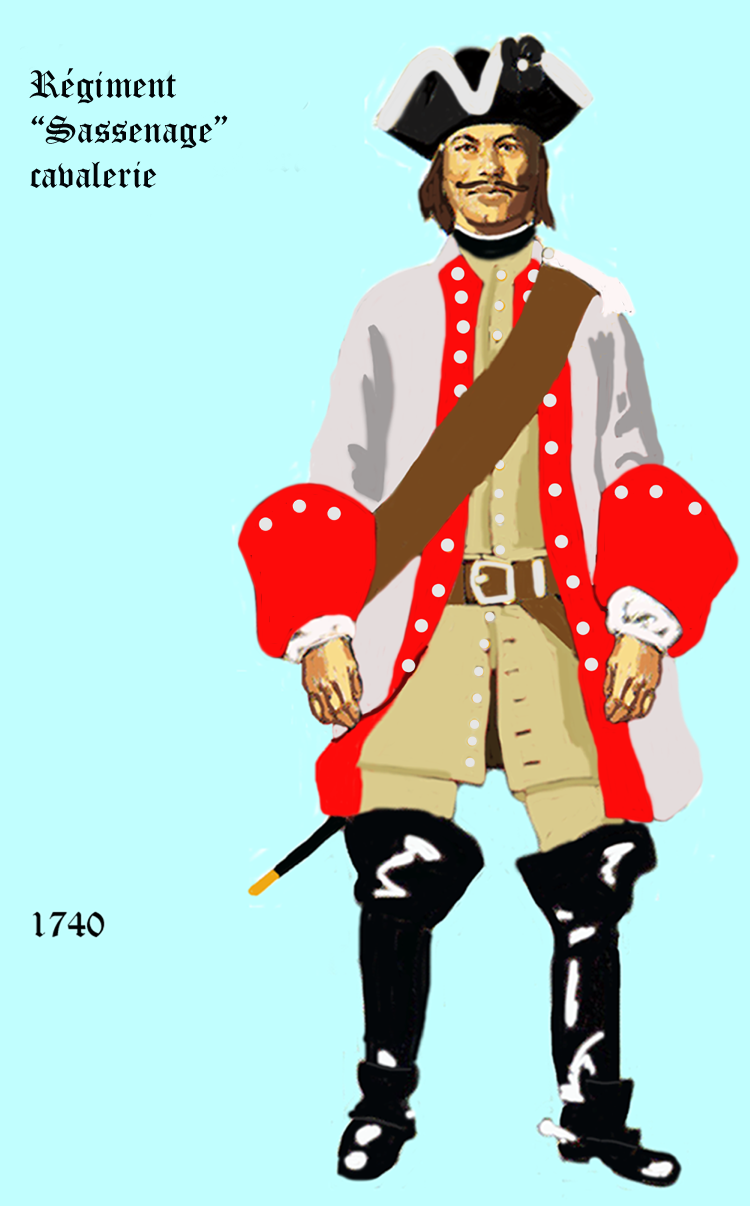
1740
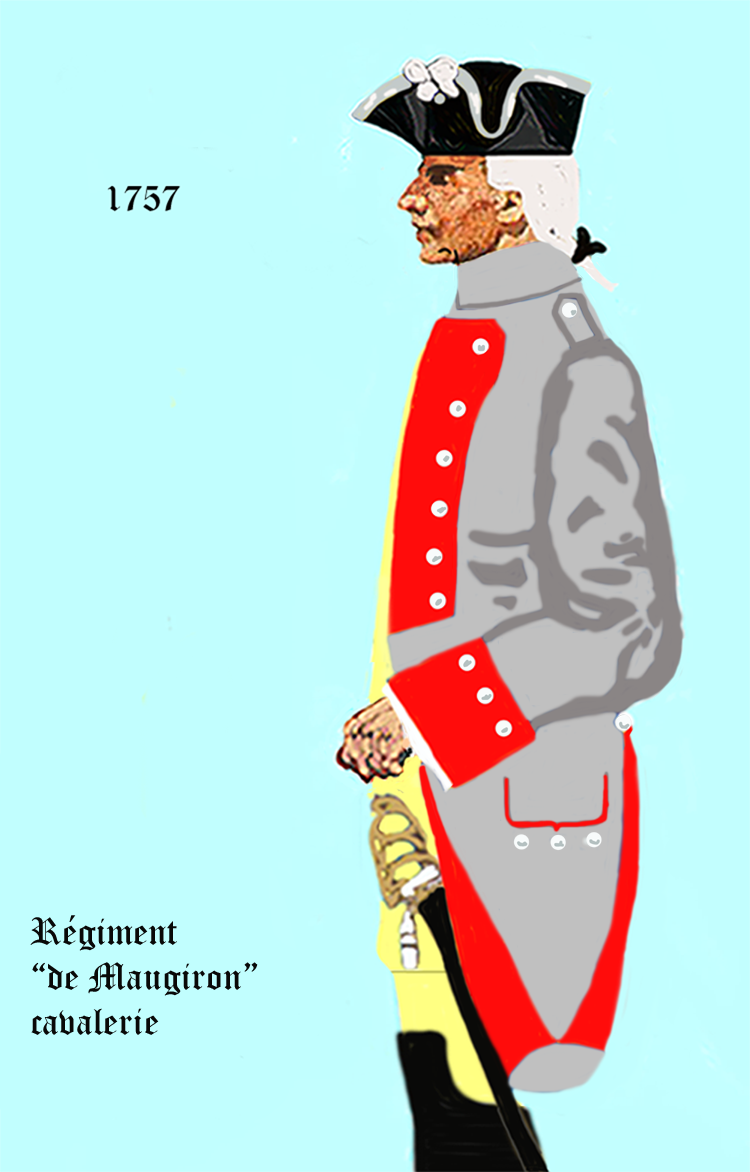
de 1757 à 1761

## Historique

### Mestres de camp
- 1er février 1675 : Ezéchiel du Mas, comte de Mélac, brigadier de cavalerie le 26 novembre 1681, maréchal de camp le 10 mars 1690, lieutenant général le 30 mars 1693, † 10 mai 1704
- 18 mars 1690 : Daniel de Larrard, marquis de Larrard, † août 1701
- 1704 : marquis de Saint-Germain
- 30 juin 1721 : marquis de Sassenage, brigadier
- 28 septembre 1740 : Louis François, comte de Maugiron, beau-fils du précédent, brigadier le 20 mars 1747, maréchal de camp le 1er mai 1758, lieutenant général le 25 juillet 1762
- 1758 : comte de Trasegnies, major de Royal-Étranger cavalerie

### Quartiers
- Neuf-Château[1]